# محمد جبار المعيبد
محمد جبار المعيبد (1937 - 1999) هو محقق وناقد تراثي وباحث وأكاديمي عراقي.

## حياته
ولد محمد المعيبد عام 1937 في البصرة، وتتلمذ في مدرسة المربد الابتدائية، وأكمل دراسته فيها، ثم أكمل دراسته الثانوية في ثانوية فيصل الثاني، وتخرج منها عام 1956 ليكمل دراسته الجامعية في كلية الآداب بجامعة بغداد، حصل على بكالوريوس من قسم اللغة العربية عام 1960، ليُعين في نفس العام بمدرسة القرنة، ثم درج ليصبح مديراً لها بين عامي 1965 - 1966، لينتقل بعد ذلك لمدرسة الجاحظ عام 1966، وبقي فيها حتى حصل على إجازة دراسية بين عامي 1971 - 1973، ونال على شهادة الماجستير عام 1972، بعدها عمل في الوسط الأكاديمي في كلية التربية بجامعة البصرة عام 1976.
انتدب إلى بريطانيا بين عامي 1980 - 1983 لإكمال دراسة الدكتوراه في جامعة إدنبرة في تخصص الأصوات اللغوية عن أطروحته "صوت الضاد: دراسة صوتية تاريخية" وبعد عودته عين رئيس قسم اللغة العربية في كلية التربية بجامعة البصرة بين عامي 1986 - 1992، وقبل وفاته بأربعة أعوام حصل على الأستاذية.

## مؤلفاته
- حماسة الظرفاء من أشعار المحدثين والقدماء.
- ديوان إبراهيم بن هرمة
- ديوان الخريمي: أبي يعقوب إسحاق بن حسان بن قوهي المتوفي سنة 214 ه
- ديوان طهمان بن عمرو الكلابي
- ديوان عدى بن زيد العبادى
- فهرس دواوين الشعراء والمستدركات في الدوريات والمجاميع.
- كتاب الأمثال للأصمعي: جمع وتحقيق ما تبقى من تراثه في الأمثال
- كتاب السلاح
- ما تبقى من أراجيز أبي محمد عبد الله بن ربعي بن خالد الحذلمي الفقعسي الأسدي
- سلاح
- مؤلفات الثعالبي المطبوعة والمخطوطة والمفقودة والمنسوبة إليه ضلة.

## وفاته
توفي محمد جبار في عام 1999، عن عمر ناهز 62 عاماً.